# كاتسويا كوباياشي
كاتسويا كوباياشي (باليابانية: 小林且弥) (و. 1981 – م) هو ممثل، من اليابان، ولد في شيمونوسكي، ياماغوتشي.

## وصلات خارجية
- كاتسويا كوباياشي على موقع IMDb (الإنجليزية)
- كاتسويا كوباياشي على موقع أول موفي (الإنجليزية)
- كاتسويا كوباياشي على موقع قاعدة بيانات الفيلم (الإنجليزية)